# Peći
Peći es un pueblo ubicado en el municipio de Bosansko Grahovo, en el cantón 10, Bosnia y Herzegovina.

## Superficie
Posee una superficie de 21,47 kilómetros cuadrados.

## Demografía
Hasta 2013 la población era de 203 habitantes, con una densidad de población de 9,5 habitantes por kilómetro cuadrado.